# Nicola Behrend
Nicola Behrend (* 10. Februar 1962) ist eine deutsche Juristin und Richterin am Bundessozialgericht. 
Behrend trat nach Beendigung ihrer juristischen Ausbildung 1989 in den Justizdienst des Landes Nordrhein-Westfalen ein. Nach einer Verwendung als Richterin am Sozialgericht Dortmund wurde sie 1995 in das Ministerium für Arbeit, Gesundheit und Soziales des Landes Nordrhein-Westfalen abgeordnet, wo sie in der Fachabteilung für Kinder, Jugend und Familie tätig war. Im Januar 1997 wurde Behrend zur Richterin am Landessozialgericht ernannt. Hier war sie unter anderem für das Recht der Rentenversicherung, der Pflegeversicherung, der Sozialhilfe und der gesetzlichen Krankenversicherung zuständig.
Zum 1. Januar 2008 wurde Behrend zur Richterin am Bundessozialgericht ernannt. Sie wurde zunächst dem 7./8. Senat zugewiesen, der für das Recht der Arbeitslosenversicherung sowie für das Recht der Sozialhilfe und das Asylbewerberleistungsrecht zuständig ist. Stand September 2020 gehört sie dem 4. und 11. Senat an.